# Мефодий (Кондостанос)
Митрополи́т Мефо́дий (в миру Гео́ргиос Кондоста́нос, греч. Γεώργιος Κοντοστάνος; 5 июня 1881 или 7 июня 1881, Керкира, Kerkyra Municipal Unit — 18 мая 1972, Керкира, Kerkyra Municipal Unit) — епископ Элладской православной церкви, митрополит Керкирский, Паксийский и Диапонтийских островов (1942—1967).

## Биография
2 марта 1908 года митрополитом Керкирским Севастианом (Никокавурасом) был рукопложён в сан диакона.
В 1918 году окончил богословский факультет Афинского университета и 21 ноября того же года епископом Халкидским и Каристиаским Хрисанфом (Проватасом) был рукоположён в сан пресвитера. С того же года работал школьным учителем.
С 1923 по 1924 год служил секретарём Афинской архиепископии.
С 1935 по 1938 годы был в должности профессора церковного училища в Афинах, а с 1936 по 1938 годы — настоятелем столичного университетского храма. Хорошо зная подростков и студентов, Мефодий стремился сохранить их естественный патриотизм, связав его с высоконравственным, церковным пониманием долга перед Родиной.
К 1940 году опубликовал семь книг по богословию, церковной истории, о патриотизме и образовании.
20 сентября 1942 года был хиротонисан в сан епископа Керкирского с возведением в достоинство митрополита. Хиротонию возглавил Архиепископ Афинский Дамаскин.
С 1941 года Керкира и соседние греческие острова были присоединены к Италии и на долю митрополита Мефодия выпала борьба с католической пропагандой, сначала — итальянской, затем, с 1943 года — немецкой.
В 1945 году митрополит Мефодий возглавил Первый всегреческий съезд национальных прав.

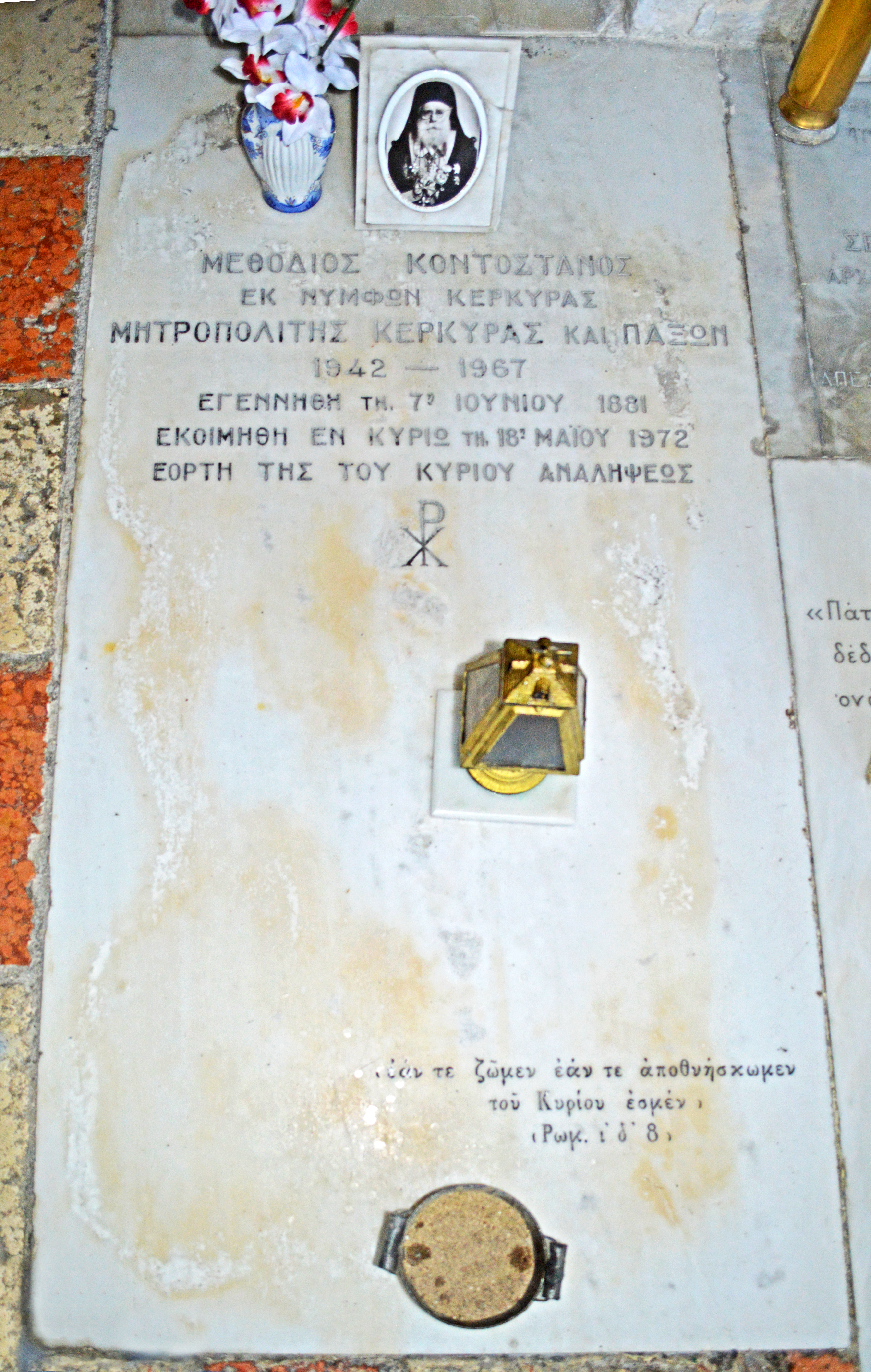
Надгробие в монастыре Платитера

В 1952 году совершил поездку в Югославию, в 1955 году — в Иерусалим. Был награждён югославским государственным и иерусалимским церковным орденами.
13 декабря 1960 года митрополит Мефодий направил открытое письмо патриарху Константинопольскому Афинагору с критикой его действий. Мефодий разослал через посольства Предстоятелям Поместных православных церквей копии письма, а ещё одну — вмешивавшемуся в церковные дела министру просвещения и вероисповеданий в правительстве Караманлиса Георгиосу Вогиадзису.
Пришедший к власти внепартийный кабинет премьера-банкира Иоанниса Параскевопулоса объявил 24 января 1967 года об отстранении ряда митрополитов, в том числе и Мефодия. Однако митрополит обжаловал распоряжение властей в Государственном Совете. Затем кабинет Параскевопулоса ушёл, и на пару недель промелькнуло правительство умеренно правых.
21 апреля 1967 года произошёл бунт «чёрных полковников».
10 мая 1967 года хунта издала «чрезвычайный закон» о предельном возрасте для Архиепископа Афинского и митрополитов — 80 лет, после чего митрополит Мефодий вынужден был уйти в отставку.
Скончался 18 мая 1972 года. Захоронен в монастыре Платитера.